# Petter Adolf Karsten

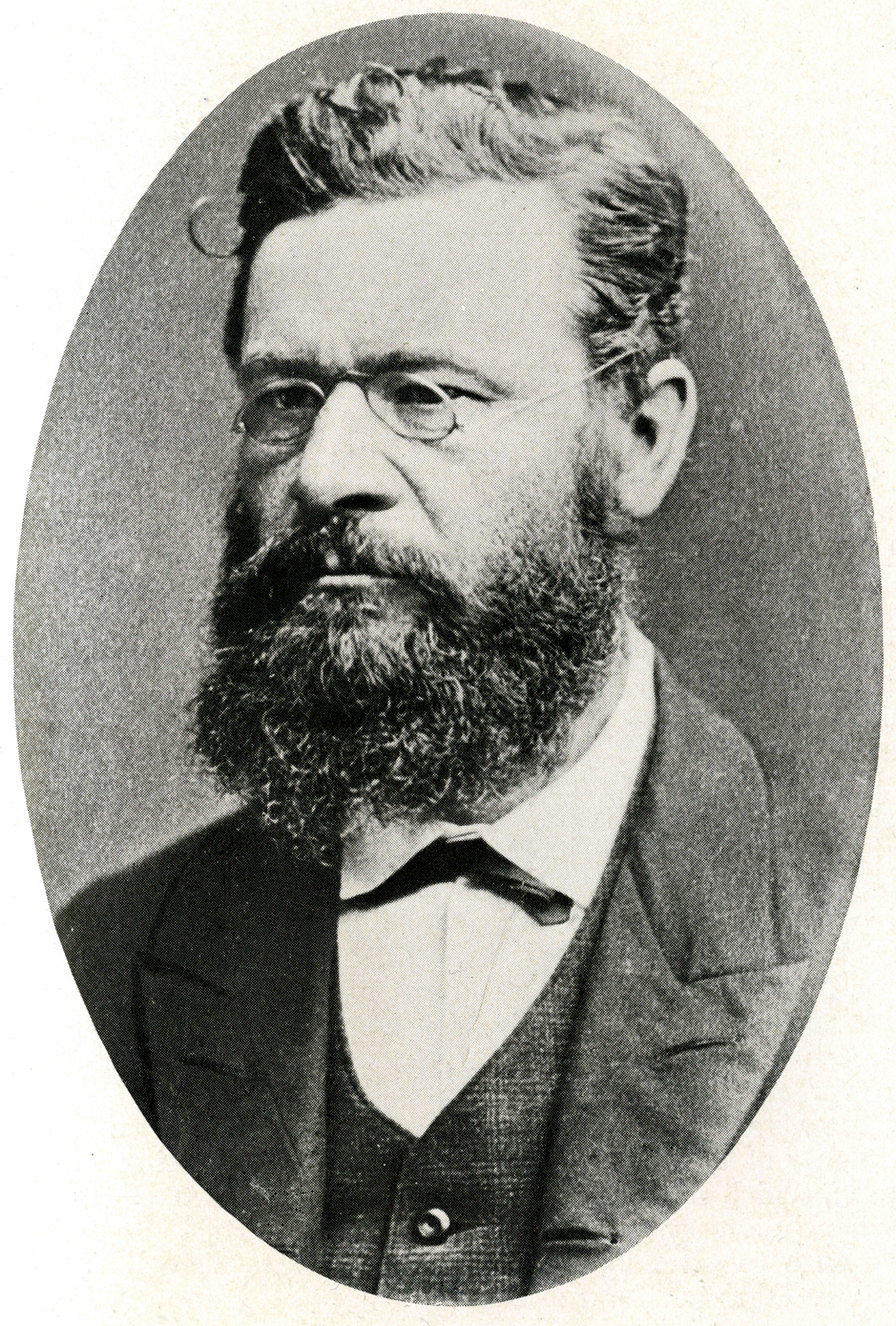
Petter Adolf Karsten

Petter [Peter] Adolf Karsten (Merimasku, 16 febbraio 1834 – 22 marzo 1917) è stato un micologo finlandese.

## Biografia
Nato a Merimasku, vicino a Turku, ha studiato presso l'Università di Helsinki.
Nel  1860 ha insegnato nella scuola secondaria a Tampere e a Turku e nel 1861 al ginnasio di Jakobstad.
Nel 1864 si  è trasferito verso l'interno di Tammela, dove ha trascorso parte della sua vita insegnando botanica e dedicandosi alla ricerca scientifica presso l'Istituto di Agricoltura di Mustiala (oggi sede della Facoltà di Agraria dell'Università HAMK di Scienze Applicate).
Nel corso della sua vita ha raccolto una vasta collezione di funghi, sia con i propri sforzi viaggiando im Svezia, Danimarca e Germania, sia con quelli dei suoi corrispondenti, ed ha dato il nome a circa 200 nuovi generi e 2.000 nuove specie.
Nei suoi studi micologici ha ampiamente utilizzato il microscopio e può essere considerato come il pioniere della microscopia micologica.
Karstenia, la rivista internazionale di micologia pubblicata dalla Finnish Mycological Society, è stata dedicata a lui.